# 劇団ながらびっと
劇団ながらびっとは、関西を中心に活動する日本の劇団。

## 概要
2017年4月1日、森永健太郎を中心に結成する。「働きながらでも熱くなれる場を作りたい」「やりたい気持ちを形にできる」「何歳になっても挑戦する」の3つをコンセプトに主に大阪で活動している。
年1 - 2回の本公演は、オーディションで参加者を募集し、毎回一定数の演劇未経験者が参加していることが特徴的である。
出演メンバーに合わせて「当て書き」で脚本を作る事で、それぞれの「個性」を引き出す事を意識している。働き「ながら」でも舞台に立てる劇団であり、平日は働きながら、貴重な休日である土日を使って練習に励むという「二足の草鞋」スタイル。
社会人劇団であり、演劇未経験者も参加可能という形態でありながら、一切妥協しない作品のクオリティにも定評がある。
これまでの出演者は、年齢は10代から50代、職業はサラリーマンや教師、司法書士、カフェ店長、エステティシャン、薬剤師など、まさに十人十色のメンバーで活動している。
子供が楽しく安心して見られるような内容で、大人が見ても「ハッ」とさせられるような、どの世代でも楽しめる「わかりやすい王道コメディ」がベースである。
笑いの中に「感動」と「メッセージ性」のあるものを好み、また見終わった後に元気が出るようなエンディングを意識しており、「明日からも頑張ろう」という前向きな気持ちで帰って頂けるような構成が持ち味である。
本公演のほかに、「観劇をもっと気軽に」をコンセプトに、カフェを貸切って行うカフェ公演や、演劇未経験者を対象としたワークショップなど積極的に活動している。

## 公演実績
- 2017年7月 第1回公演 「ゴーストカフェへようこそ」＠大阪市立芸術創造館
- 2018年2月 第2回公演 「カンナ町レボリューション」＠大阪市立芸術創造館
- 2018年8月 第3回公演 「幕開けはマカロンが見つかってから」＠大阪市立芸術創造館
- 2019年2月 カフェ公演
- 2019年6月 第4回公演 「結婚は人生の墓場と言いますが」＠HEP HALL
- 2019年9月 カフェ公演
- 2020年2月 第5回公演 「アイマイ・アンドロイド」＠HEP HALL
- 2022年11月～12月 カフェ公演
- 2023年5月 カフェ公演（2022年）リターン